# Словінська мова

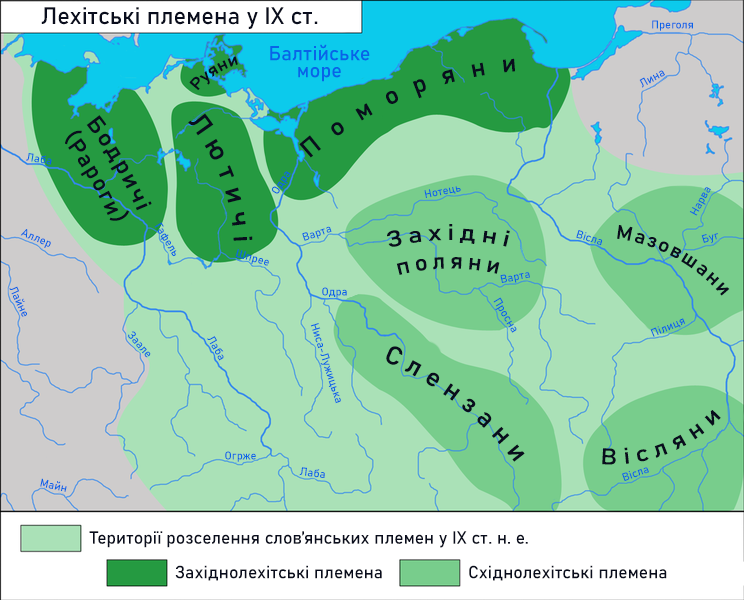
Розселения основних західнолехитських та східнолехитських племінних союзів (груп) у доп'ястівську епоху (у IX столітті)

Словінцька мова, словінська мова — одна з західнослов'янських мов, її класифіковано або як самостійну мову, або як діалект кашубської чи польської мов.
Нею розмовляло західнослов'янське плем'я словінців (нім. Slowinzen, Lebakaschuben), що мешкало на землях між озерами Гардно та Лебсько й містами Слупськ і Леба (землі нинішнього Західнопоморського воєводства).
Словінцька мова вимерла на початку XX століття.